# Bullet in a Bible
| Recensione | Giudizio |
| ---------- | -------- |
| AllMusic   |          |

Bullet in a Bible è il quarto album live ufficiale dei Green Day, pubblicato il 15 novembre 2005 dalla Warner Music Group.

## Descrizione
Il DVD, filmato e diretto da Samuel Bayer (già regista del video di Smells Like Teen Spirit dei Nirvana) documenta il live tenuto nel giugno 2005 dai Green Day al National Bowl di Milton Keynes in Inghilterra durante l'American Idiot World Tour, dove in due giorni (18/19 giugno) hanno suonato davanti a un pubblico di oltre 130.000 fan (il più grande concerto nella storia della band). Oltre alle due ore di concerto, il DVD presenta anche le interviste a tutti i membri della band, scene dal backstage e una fotogallery del concerto.
Il CD include le 14 canzoni suonate dai Green Day (anche se la scaletta dell'evento ne contava 20).
Dal 2009 è disponibile anche la versione Blu-Ray del concerto.

## Tracce
1. American Idiot – 4:32
2. Jesus of Suburbia – 9:23
3. Holiday – 4:12
4. Are We the Waiting? – 2:49
5. St.Jimmy – 2:55
6. Longview – 4:44
7. Hitchin' a Ride – 4:03
8. Brain Stew – 3:02
9. Basket Case – 2:58
10. King for a Day/Shout – 8:47
11. Wake Me Up When September Ends – 5:03
12. Minority – 4:19
13. Boulevard of Broken Dreams – 4:44
14. Good Riddance (Time of Your Life) – 3:26

## Classifiche
| Classifica (2005) | Posizione massima |
| ----------------- | ----------------- |
| Australia         | 8                 |
| Austria           | 5                 |
| Belgio (Fiandre)  | 34                |
| Belgio (Vallonia) | 15                |
| Canada            | 3                 |
| Danimarca         | 15                |
| Finlandia         | 21                |
| Francia           | 21                |
| Germania          | 7                 |
| Giappone          | 11                |
| Italia            | 8                 |
| Norvegia          | 30                |
| Nuova Zelanda     | 5                 |
| Paesi Bassi       | 26                |
| Portogallo        | 9                 |
| Regno Unito       | 6                 |
| Stati Uniti       | 8                 |
| Svezia            | 7                 |
| Svizzera          | 11                |